# Ariadni Adamopoulou
Ariadni Adamopoulou (griechisch Αριάδνη Αδαμοπούλου, * 19. Dezember 2000 in Athen) ist eine griechische Leichtathletin, die sich auf den Stabhochsprung spezialisiert hat.

## Sportliche Laufbahn
Erste internationale Erfahrungen sammelte Ariadni Adamopoulou im Jahr 2016, als sie bei den Balkan-Hallenmeisterschaften in Istanbul mit übersprungenen 3,50 m den siebten Platz belegte. Im Juli siegte sie mit 3,85 m bei den U20-Balkan-Meisterschaften in Bolu, ehe sie bei den Jugendeuropameisterschaften in Tiflis mit 3,70 m den siebten Platz belegte. Anschließend schied sie bei den U20-Weltmeisterschaften in Bydgoszcz mit 3,80 m in der Qualifikationsrunde aus. Im Jahr darauf belegte sie bei den U20-Balkan-Hallenmeisterschaften in Istanbul mit 3,90 m den vierten Platz und im Juli siegte sie mit 4,00 m bei den U20-Balkan-Meisterschaften in Pitești. Anschließend verpasste sie bei den U20-Europameisterschaften in Grosseto mit 3,90 m den Finaleinzug. 2018 schied sie bei den U20-Weltmeisterschaften 2018 in Tampere mit 3,95 m in der Vorrunde aus und im Jahr darauf gelangte sie bei den U20-Europameisterschaften in Borås mit 3,91 m auf Rang neun. Zudem begann sie im selben Jahr ein Studium an der Oklahoma State University in den Vereinigten Staaten. 2021 wurde sie bei den U20-Europameisterschaften in Tallinn mit einer Höhe von 4,00 m Elfte und 2024 gewann sie bei den Balkan-Hallenmeisterschaften in Istanbul mit 4,30 m die Bronzemedaille hinter der Ukrainerin Jana Hladijtschuk und Eleni-Klaoudia Polak aus Griechenland. Ende Mai sicherte sie sich bei den Balkan-Meisterschaften in Izmir mit 4,40 m die Silbermedaille hinter ihrer Landsfrau Polam und kurz darauf verpasste sie bei den Europameisterschaften in Rom mit derselben Höhe den Finaleinzug. Im August erreichte sie bei den Olympischen Sommerspielen in Paris das Finale, ging dort aber nicht mehr an den Start.
2025 brachte sie bei den Balkan-Hallenmeisterschaften in Belgrad keine Höhe zustande und kurz darauf verpasste sie bei den Halleneuropameisterschaften in Apeldoorn mit 4,45 m den Finaleinzug.
In den Jahren 2016, 2024 und 2025 wurde Adamopolou griechische Hallenmeisterin im Stabhochsprung.